# Mickey Rooney
Ninian Joseph Yule, Jr., més conegut com a Mickey Rooney, (Brooklyn, Nova York, 23 de setembre de 1920 - Los Angeles, 6 d'abril de 2014) va ser un actor, director, productor, guionista i compositor estatunidenc. Va començar la seva carrera als 17 mesos el 1922 i la continua encara el 2009, amb la pel·lícula La nit al Museu. Durant la seva carrera, va guanyar múltiples premis, incloent un Oscar i un Emmy. És conegut principalment pel seu personatge d'Andy Hardy. Rooney té una de les més llargues carreres d'actor de cinema.

## Biografia

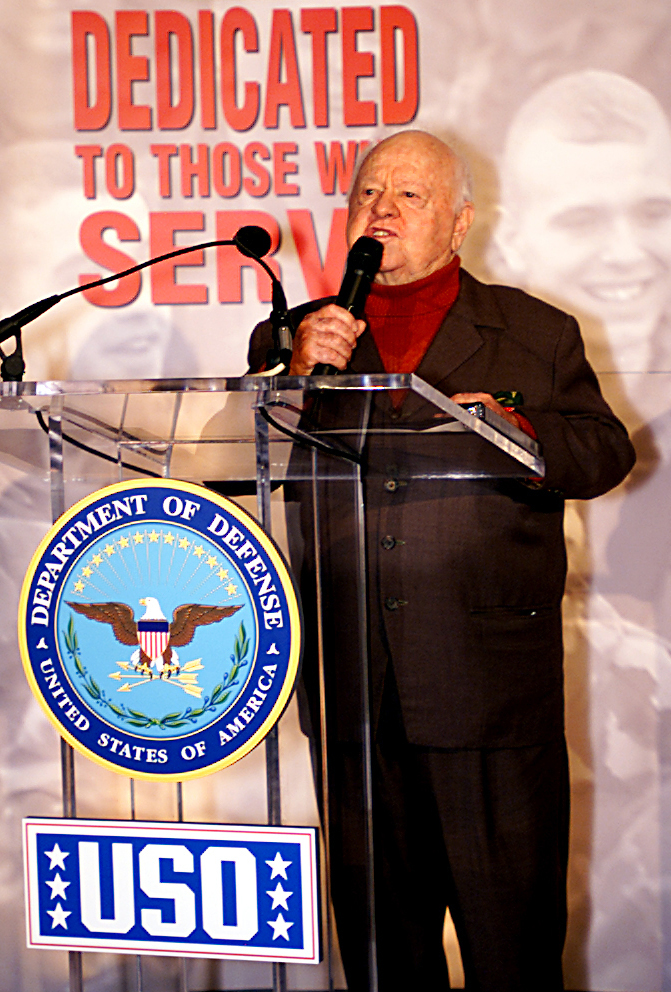
Rooney el 2 de novembre de 2000

Va néixer a Brooklyn (Nova York), el 23 de setembre de 1920. El seu pare era escocès i la seva mare, estatunidenca. Ha treballat a més de 100 pel·lícules al llarg de gairebé 90 anys. També ha fet sèries de televisió i alguns treballs relacionats amb aquest món. Els seus papers són de personatges de molta espontaneïtat, simplicitat i que capten la simpatia dels espectadors.
Mickey Rooney es va declarar en fallida el 1996 perquè devia més d'1,75 milions de dòlars a l'IRS, l'organisme de govern dels EUA responsable de la recaptació d'impostos i la legislació fiscal.
De baixa estatura i aparença poc afavorida, va ser amo d'una personalitat desbordant en simpatia i molta eloqüència. Es va casar 8 vegades (entre les seves esposes figura Ava Gardner) i va tindre 9 fills en total:
- Ava Gardner (1942-1943)
- Betty Jane Rase (1944-1949), dos fills
- Martha Vickers (1949-1951), un fill
- Elaine Devry (1952-1958)
- Carolyn Mitchell (1958-1966), quatre fills
- Marge Lane (1966-1967)
- Carolyn Hockert (1969-1974), dos fills
- Jan Chamberlin (1978-2014)

## Filmografia

### Actor

#### Llargmetratges
- 1927: Orchids and Ermine: Bit Part
- 1932: The Beast of the City: Mickey Fitzpatrick
- 1932: Sin's Pay Day: Chubby Dennis
- 1932: High Speed: Buddy Whipple
- 1932: My Pal, the King: King Charles V
- 1932: Oficial Thirteen: Buddy Malone
- 1933: The Big Cage: Jimmy O'Hara
- 1933: The Life of Jimmy Dolan: Freckles
- 1933: The Big Chance: Arthur Wilson
- 1933: Broadway to Hollywood: Ted Hackett III, de nen
- 1933: The Chief: Willie
- 1933: The World Changes: Otto Peterson, de nen
- 1934: Beloved: Tommy
- 1934: The Lost Jungle: Mickey
- 1934: I Like It That Way: Missatger
- 1934: Manhattan Melodrama: Blackie
- 1934: Love Birds: Gladwyn Tootle
- 1934: Half a Sinner: Willie Clark
- 1934: Hide-Out: William 'Willie' Miller
- 1934: Blind Date: Freddy
- 1934: Death on the Diamond: Mickey
- 1935: The County Chairman: Freckles
- 1935: Reckless: Eddie
- 1935: The Healer: Jimmy
- 1935: Puck, or Robin Goodfellow, a Fairy
- 1935: Rendezvous: Country Boy
- 1935: Ah, Wilderness!: Tommy Miller
- 1936: Riffraff: Jimmy Thurger
- 1936: Little Lord Fauntleroy: Dick Tipton
- 1936: Down the Stretch: 'Snapper' Sinclair
- 1936: The Devil Is a Sissy: James 'Gig' Stevens
- 1937: A Family Affair: Andy Hardy
- 1937: Slave Ship: Swifty
- 1937: Hoosier Schoolboy: Shockey Carter
- 1937: Live, Love and Learn: Jerry Crump
- 1937: Thoroughbreds Don't Cry: Timmie 'Tim' Donovan
- 1937: You're Only Young Once: Andrew 'Andy' Hardy
- 1938: Love Is a Headache: Mike' OToole
- 1938: Jutge Hardy's Children: Andrew 'Andy' Hardy
- 1938: Hold That Kiss: Chick Evans
- 1938: Lord Jeff: Terry O'Mulvaney
- 1938: Love Finds Andy Hardy: Andrew 'Andy' Hardy
- 1938: Boys Town: Whitey Marsh
- 1938: Stablemates: Michael 'Mickey
- 1938: Out West with the Hardys: Andrew 'Andy' Hardy
- 1939: The Adventures of Huckleberry Finn: Huckleberry Finn
- 1939: The Hardys Ride High: Andrew 'Andy' Hardy
- 1939: Andy Hardy Gets Spring Fever: Andrew 'Andy' Hardy
- 1939: Els fills de la faràndula (Babes in Arms): Mickey Moran
- 1939: Jutge Hardy and Son: Andrew 'Andy' Hardy
- 1940: Young Tom Edison: Thomas Alva 'Tom' Edison
- 1940: Andy Hardy Meets Debutante: Andrew 'Andy' Hardy
- 1940: Stripe up the band: James 'Jimmy' Connors
- 1941: Andy Hardy's Private Secretary: Andrew 'Andy' Hardy
- 1941: Men of Boys Town: Whitey Marsh
- 1941: Life Begins for Andy Hardy: Andrew 'Andy' Hardy
- 1941: Babes on Broadway: Tommy 'Tom' Williams
- 1942: Personalities: Andy Hardy
- 1942: The Courtship of Andy Hardy: Andrew 'Andy' Hardy
- 1942: A Yank at Eton: Timothy Dennis
- 1942: Andy Hardy's Double Life: Andrew 'Andy' Hardy
- 1943: The Human Comedy: Homer Macauley
- 1943: Girl Crazy: Danny Churchill, Jr.
- 1943: Thousands cherr: Ell mateix
- 1944: Andy Hardy's Blonde Trouble: Andrew 'Andy' Hardy
- 1944: National Velvet: Mi Taylor
- 1946: Mickey the Great
- 1946: Love Laughs at Andy Hardy: Andrew 'Andy' Hardy
- 1947: Killer McCoy: Tommy McCoy
- 1948: Summer Holiday: Richard Miller
- 1948: Words and Music: Lorenz Hart
- 1949: The Big Wheel: Billy Coy
- 1950: Quicksand: Daniel 'Dan' Brady
- 1950: El bòlid (The Fireball): Johnny Casar
- 1950: He's a Cockeyed Wonder: Freddie Frisby
- 1951: My Outlaw Brother: J. Dennis 'Denny' O'Moore
- 1951: The Strip: Stanley Maxton
- 1952: Sound Off: Mike Donnelly
- 1953: Off Limits: Herbert Tuttle
- 1953: All Ashore: Francis 'Moby' Dickerson
- 1953: A Slight Case of Larceny: Augustus 'Geechy' Cheevers
- 1954: Drive a Crooked Road: Eddie Shannon
- 1954: The Atomic Kid: Barnaby 'Blix' Waterberry
- 1954: The Mickey Rooney Show (sèrie TV): Mickey Mulligan (1954-55)
- 1955: The Bridges at Toko-Ri: Mike Forney
- 1955: The Twinkle in God's Eye: Rev. William Macklin II
- 1956: The Bold and the Brave: Dooley
- 1956: Francis in the Haunted House: David Prescott
- 1956: Magnificent Roughnecks: Frank Sommers
- 1957: The Comedian (TV): Sammy Hogarth
- 1957: Mr. Broadway (TV): George M. Cohan
- 1957: Operació Nit Boja (Operation Mad Ball): Sergent major Yancy Skibo
- 1957: Pinocchio (TV): Pinocchio
- 1957: Baby Face Nelson: Lester M. 'Baby Face Nelson' Gillis
- 1958: A Nice Little Bank That Should Be Robbed: Gus Harris
- 1958: Andy Hardy Comes Home: Andrew 'Andy' Hardy
- 1959: The Big Operator: Little Joe Braun
- 1959: The Last Mile: John 'Killer' Mears
- 1960: Platinum High School: Steven Conway
- 1960: The Private Lives of Adam and Eve: Nick Lewis (The Devil)
- 1961: King of the Roaring 20's - The Story of Arnold Rothstein: Johnny Burke
- 1961: Esmorzar amb diamants (Breakfast at Tiffany's): Mr. Yunioshi
- 1961: Everything's Ducky: Beetle McKay
- 1962: Requiem for a Heavyweight: Army
- 1963: El món és boig, boig, boig (It's a Mad Mad Mad Mad World): Ding 'Dingy' Bell
- 1964: The Secret Invasion: Terence Scanlon
- 1964: Mickey (sèrie TV): Mickey Grady (1964-1965)
- 1965: Twenty-Four Hours to Kill: Norman Jones
- 1965: How to Stuff a Wild Bikini: Peachy Keane
- 1966: L'Arcidiavolo: Adramalek
- 1966: Ambush Bay: Gunnery Sergent Ernest Wartell
- 1967: Ready and Willing (TV)
- 1968: Skidoo: Blue Chips Packard
- 1969: The Extraordinary Seaman: Cook 3 / C W. J. Oglethorpe
- 1969: The Comic: Cockeye
- 1969: 80 Steps to Jonah: Wilfred Bashford
- 1970: Cockeyed Cowboys of Calico County: Indian Tom
- 1970: Santa Claus Is Comin' to Town (TV): Kris (veu)
- 1970: Santa Claus Is Comin' To Town (TV): Kris (veu)
- 1971: The Manipulator: B.J. Lang
- 1972: Evil Roy Slade (TV): Nelson Stool
- 1972: Richard: Guardian Angel
- 1972: Històries perilloses (Pulp): Preston Gilbert
- 1973: The Godmothers: Rocky Mastrasso
- 1974: That entertainment: Ell mateix
- 1974: Thunder County: Gas Station Attendant
- 1974: Rachel's Man: Laban
- 1974: Journey Back to Oz: Scarecrow (veu)
- 1974: The Year Without a Santa Claus (TV): Santa Claus (veu)
- 1975: Juego sucio en Panamá: Papa Joe
- 1975: Bons baisers de Hong Kong: Marty
- 1976: Find the Lady: Trigger
- 1977: De presidi a primera plana (The Domino Principle): Spiventa
- 1977: Pete's Dragon: Lampie
- 1978: The Magic of Lassie: Gus
- 1979: Donovan's Kid (TV): Old Bailey
- 1979: Rudolph and Frosty's Christmas in July (TV): Santa Claus (veu)
- 1979: The Black Stallion: Henry Dailey
- 1979: Arabian Adventure: Daad El Shur
- 1980: O'Malley (TV): O'Malley
- 1980: My Kidnapper, My Love (TV): The Maker
- 1981: Leave 'em Laughing (TV): Jack Thum
- 1981: The Fox and the Hound: Adult Tod (veu)
- 1981: Bill (TV): Bill Sackter
- 1982: The Emperor of Peru: The Railway Engineer
- 1983: Bill: On His Own (TV): Bill Sackter
- 1984: It Came Upon the Midnight Clear (TV): Mike Halligan
- 1985: The Care Bears Movie: Mr. Cherrywood (veu)
- 1986: The Return of Mickey Spillane's Mike Hammer (TV): Jack Bergan
- 1986: Lightning, the White Stallion: Barney Ingram
- 1986: Little Spies (TV): James Turner(The Hermit)
- 1988: Bluegrass (TV): John Paul Jones
- 1989: Little Nemo: Adventures in Slumberland: Flip (veu)
- 1989: Erik, el viking (Erik the Viking): Avi d'Erik
- 1990: Home for Christmas (TV): Elmer
- 1991: My Heroes Have Always Been Cowboys: Junion
- 1991: The Gambler Returns: The Luck of the Draw (TV): el Director
- 1992: Sweet Justice: Zeke
- 1992: La Vida láctea: Barry Reilly
- 1992: Silent Night, Deadly Night 5: The Toy Maker: Joe Petto
- 1992: Die Abenteuer von Pico und Columbus: narrador
- 1992: Maximum Force: Cap de Policia
- 1993: The Legend of Wolf Mountain: Pat Jensen
- 1994: Making Waves: Gabriel
- 1994: The Outlaws: Legend of O.B. Taggart
- 1994: Revenge of the Red Baron: Avi Spencer
- 1995: Brothers' Destiny (TV): Father Flanagan
- 1997: Boys Will Be Boys (TV): Wellington
- 1997: Killing Midnight: Professor Mort Sang
- 1997: Kings of the Court (vídeo)
- 1997: Kleo the Misfit Unicorn (sèrie TV): Talbut
- 1998: The Face on the Barroom Floor
- 1998: Animals and the Tollkeeper: Tollkeeper
- 1998: Sinbad: The Battle of the Dark Knights: Savi
- 1998: Babe: Pig in the City: Fugly Floom
- 1999: Holy Hollywood
- 1999: The First of May: Boss Ed
- 2000: Internet Love
- 2000: Phantom of the Megaplex (TV): Movie Mason
- 2001: Lady and the Tramp II: Scamp's Adventure (vídeo): Sparky (Junkyard Dog) (veu)
- 2001: Life with Judy Garland: Me and My Shadows (TV): veu de Mickey Rooney
- 2005: Strike the Tent: David McCord
- 2005: A Christmas Too Many (vídeo): Avi
- 2005: The Happy Elf (vídeo): Santa (veu)
- 2006: The Thirsting (vídeo): Savy
- 2006: To Kill a Mockumentary (vídeo): Max
- 2006: Night at the Museum de Shawn Levy: Gus
- 2006: The yesterday pool
- 2007: A christmas too many
- 2008: Wreck the halls
- 2008: Lost stallions
- 2009: Gerald
- 2009: Saddle up with Dick Wrangler and Injun Joe
- 2009: Bamboo shark
- 2010: Driving me crazy
- 2010: Now here
- 2010: Night Club
- 2010: The voices from beyond

#### Curtmetratges
- 1926: Not to be Trusted
- 1927: Mickey's Circus: Mickey McGuire
- 1927: Mickey's Eleven: Mickey McGuire
- 1927: Mickey's Battle: Mickey McGuire
- 1928: Mickey's Minstrels: Mickey McGuire
- 1928: Mickey's Parade: Mickey McGuire
- 1928: Mickey in School: Mickey McGuire
- 1928: Mickey's Nine: Mickey McGuire
- 1928: Mickey's Little Eva: Mickey McGuire
- 1928: Mickey's Wild West: Mickey McGuire
- 1928: Mickey in Love: Mickey McGuire
- 1928: Mickey's Triumph: Mickey McGuire
- 1928: Mickey's Babies: Mickey McGuire
- 1928: Mickey's Movies: Mickey McGuire
- 1928: Mickey's Rivals: Mickey McGuire
- 1928: Mickey the detective: Mickey McGuire
- 1928: Mickey's Athletes: Mickey McGuire
- 1928: Mickey's Big Game Hunt: Mickey McGuire
- 1929: Mickey's Great Idea: Mickey McGuire
- 1929: Mickey's Explorers: Mickey McGuire
- 1929: Mickey's Menagerie: Mickey McGuire
- 1929: Mickey's Last Chance: Mickey McGuire
- 1929: Mickey's Brown Derby: Mickey McGuire
- 1929: Mickey's Northwest Mounted: Mickey McGuire
- 1929: Mickey's Initiation: Mickey McGuire
- 1929: Mickey's Midnite Follies: Mickey McGuire
- 1929: Mickey's Surprise: Mickey McGuire
- 1929: Mickey's Mix-Up: Mickey McGuire
- 1929: Mickey's Big Moment: Mickey McGuire
- 1929: Mickey's Strategy: Mickey McGuire
- 1930: Mickey's Champs: Mickey McGuire
- 1930: Mickey's Master Mind: Mickey McGuire
- 1930: Mickey's Luck: Mickey McGuire
- 1930: Mickey's Whirlwinds: Mickey McGuire
- 1930: Mickey's Warriors: Mickey McGuire
- 1930: Mickey the Romeo: Mickey McGuire
- 1930: Mickey's Merry Men: Mickey McGuire
- 1930: Mickey's Winners: Mickey McGuire
- 1930: Mickey's Musketeers: Mickey McGuire
- 1930: Mickey's Bargain: Mickey McGuire
- 1931: Mickey's Stampede: Mickey McGuire
- 1931: Mickey's Crusaders: Mickey McGuire
- 1931: Mickey's Rebellion: Mickey McGuire
- 1931: Mickey's Diplomacy: Mickey McGuire
- 1931: Mickey's Wildcats: Mickey McGuire
- 1931: Mickey's Thrill Hunters: Mickey McGuire
- 1931: Mickey's Helping Hand: Mickey McGuire
- 1931: Mickey's Sideline: Mickey McGuire
- 1932: Mickey's Busy Day: Mickey McGuire
- 1932: Mickey's Travels: Mickey McGuire
- 1932: Mickey's Holiday: Mickey McGuire
- 1932: Mickey's Big Business: Mickey McGuire
- 1932: Mickey's Golden Rule: Mickey McGuire
- 1932: Mickey's Charity: Mickey McGuire
- 1933: Mickey's Ape Man: Mickey McGuire
- 1933: Mickey's Race: Mickey McGuire
- 1933: Mickey's Big Broadcast: Mickey McGuire
- 1933: Mickey's Disguises: Mickey McGuire
- 1933: Mickey's Touchdown: Mickey McGuire
- 1933: Mickey's Tent Show: Mickey McGuire
- 1933: Mickey's Covered Wagon: Mickey McGuire
- 1934: Mickey's Rescue: Mickey McGuire
- 1934: Mickey's Medicine Man: Mickey McGuire
- 1936: Mickey's Derby Day: Mickey McGuire
- 1938: Andy Hardy's Dilemma: A Lesson in Mathematics... and Other Things: Andy Hardy
- 1968: Vienna

### Director
- 1951: My True Story
- 1956: The Bold and the Brave
- 1960: Happy (sèrie TV)
- 1960: The Private Lives of Adam and Eve

### Productor
- 1954: The Atomic Kid
- 1955: The Twinkle in God's Eye
- 1956: Jaguar

### Guionista
- 1973: The Godmothers
- 1994: The Outlaws: Legend of O.B. Taggart

### Compositor
- 1952: Sound Off

## Premis i nominacions

### Premis
- 1964: Globus d'Or a la millor estrella masculina per Mickey
- 1982: Globus d'Or al millor actor en minisèrie o telefilm per Bill
- 1982: Primetime Emmy al millor actor en sèrie o especial per Bill
- 1983: Oscar honorífic en reconeixement dels seus 50 anys de versatilitat en varietat de films memorables

### Nominacions
- 1940: Oscar al millor actor per Els fills de la faràndula
- 1944: Oscar al millor actor secundari per The Human Comedy
- 1957: Oscar al millor actor secundari per The Bold and the Brave
- 1958: Primetime Emmy al millor actor per Playhouse 90
- 1959: Primetime Emmy al millor actor per Alcoa Theatre
- 1962: Primetime Emmy al millor actor per The Dick Powell Show
- 1980: Oscar al millor actor secundari per The Black Stallion
- 1984: Primetime Emmy al millor actor en sèrie o especial per Bill: On His Own